# Koeraj (republiek Altaj)

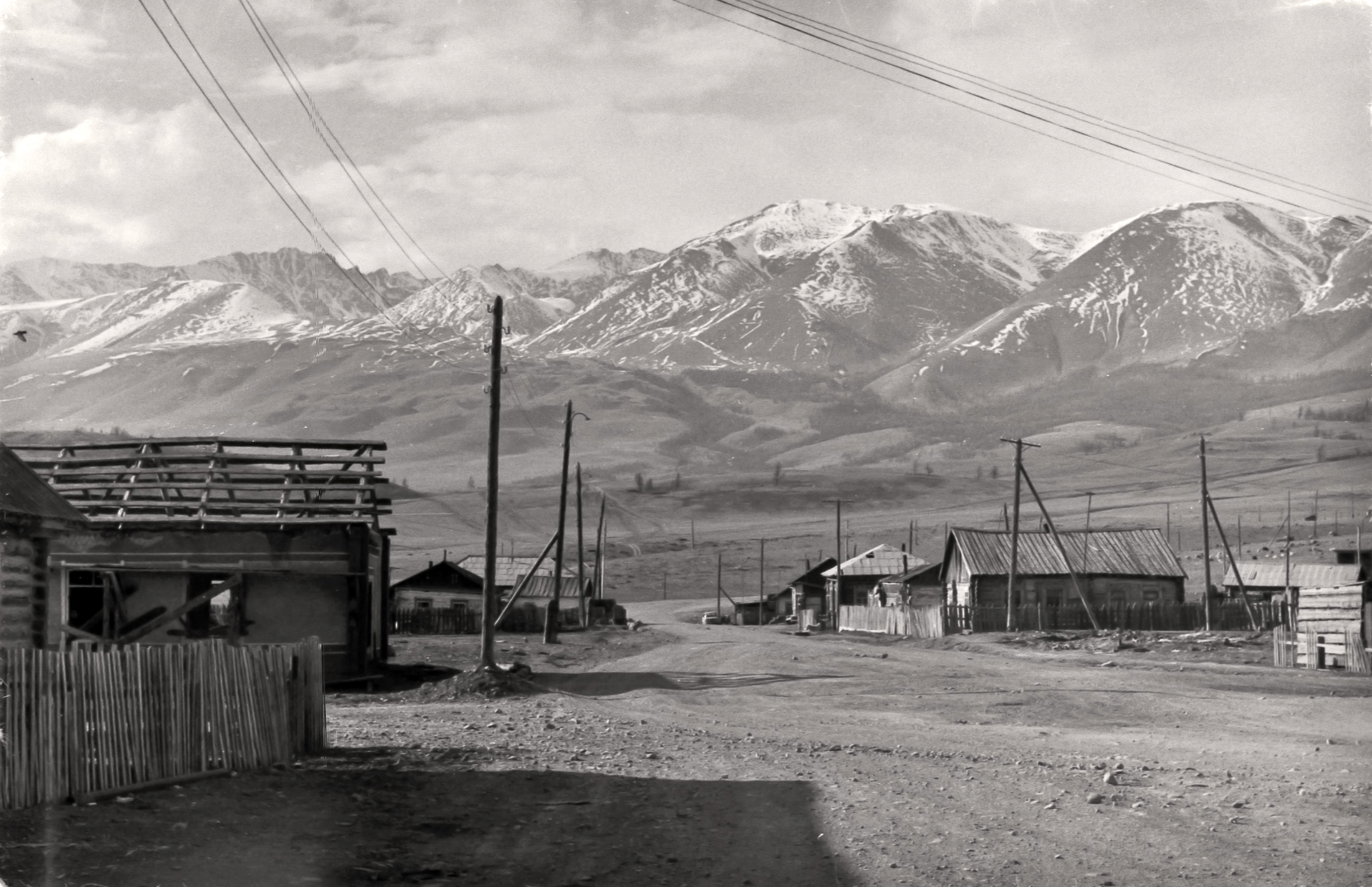
Koeraj in 1989

Koeraj (Russisch: Курай) is een dorp (selo) in het district Kosj-Agatsjski van de Russische autonome deelrepubliek Altaj. De plaats ligt op de Koerajsteppe op 826 kilometer ten zuidoosten van Novosibirsk en 65 kilometer ten noordwesten van Kosj-Agatsj aan de Tsjoejatrakt. De plaats ligt ten zuiden van de Koerajrug en ten noorden van de Noordelijke Tsjoejarug, aan de rivier de Koerajka, vlak voor haar instroom in de Kyzyltasj, die vlak daarop in de Tsjoeja stroomt. Net ten zuidoosten van de plaats ligt het gehucht Kyzyl-Tasj (of Koeraj-2), waar veel reizigers over de Tsjoejatrakt overnachten.
De plaats ligt in een erg droog gebied, waardoor er slechts weinig bomen groeien.